# Канадское космическое агентство
Канадское космическое агентство (ККА, англ. Canadian Space Agency, CSA, фр. Agence spatiale canadienne, ASC) — канадское правительственное космическое агентство, ответственное за канадскую космическую программу. Агентство было основано 1 марта 1989 года соответствующим актом о канадском космическом агентстве (Canadian Space Agency Act) и утверждено в декабре 1990 года. Руководителем предприятия является президент, который отчитывается непосредственно министру промышленности. С 2 сентября 2008 года по 2013 год, ККА возглавлял Стивен МакЛейн. В 2013 году ККА возглавил Волт Натижьяк. Действующий на 2016 год президент — Сильвен Лапорт.
Головной офис ККА находится в космическом центре Джона Чапмена в городе Лонгёй (Квебек). Агентство также располагает офисом в Оттаве (лаборатория имени Дэвида Флориды) и несколькими отделами связи в Вашингтоне, Париже, Мысе Канаверал и Хьюстоне.

## Отряд канадских астронавтов
В отряде астронавтов Канадского космического агентства 4 человека:
- Джошуа Кутрик
- Дженни Сайди
- Давид Сен-Жак
- Джереми Хансен

## Пилотируемые полёты
Десять канадцев участвовали в 14 пилотируемых полётах НАСА и в 4 полётах на российских «Союзах».
| Имя                  | Средство запуска | Программа    | Дата запуска     | Примечания                                                                                      |
| -------------------- | ---------------- | ------------ | ---------------- | ----------------------------------------------------------------------------------------------- |
| Марк Гарно           | Челленджер       | STS-41-G     | 5 октября 1984   | Первый канадец в космосе                                                                        |
| Роберта Бондар       | Дискавери        | STS-42       | 22 января 1992   | Первая канадская женщина в космосе                                                              |
| Стивен МакЛейн       | Колумбия         | STS-52       | 22 октября 1992  |                                                                                                 |
| Кристофер Хэдфилд    | Атлантис         | STS-74       | 12 ноября 1995   | Единственный канадец, посетивший станцию «Мир»                                                  |
| Марк Гарно           | Индевор          | STS-77       | 19 мая 1996      |                                                                                                 |
| Роберт Тёрск         | Колумбия         | STS-78       | 20 июня 1996     |                                                                                                 |
| Валдимар Триггвейзон | Дискавери        | STS-85       | 7 августа 1997   |                                                                                                 |
| Давид Уильямс        | Колумбия         | STS-90       | 17 апреля 1998   |                                                                                                 |
| Жюли Пайетт          | Дискавери        | STS-96       | 27 мая 1999      | Первый канадец, посетивший МКС                                                                  |
| Марк Гарно           | Индевор          | STS-97       | 30 ноября 2000   | Полёт на МКС                                                                                    |
| Кристофер Хэдфилд    | Индевор          | STS-100      | 19 апреля 2001   | Первый выход канадца в открытый космос                                                          |
| Стивен МакЛейн       | Атлантис         | STS-115      | 9 сентября 2006  | Второй выход канадца в открытый космос                                                          |
| Давид Уильямс        | Индевор          | STS-118      | 27 августа 2007  | Третий выход канадца в открытый космос                                                          |
| Роберт Тёрск         | Союз-ФГ          | Союз ТМА-15  | 27 мая 2009      | Первый канадец — член экипажа «Союза», первый канадец в составе долговременного экипажа МКС     |
| Жюли Пайетт          | Индевор          | STS-127      | 15 июля 2009     | Наибольшее количество представителей разных стран (США, Россия, Япония, Канада, Бельгия) на МКС |
| Ги Лалиберте         | Союз             | Союз ТМА-16  | 30 сентября 2009 | Первый канадский космический турист                                                             |
| Кристофер Хэдфилд    | Союз-ФГ          | Союз ТМА-07М | 19 декабря 2012  | Первый канадец — командир МКС                                                                   |
| Давид Сен-Жак        | Союз-ФГ          | Союз МС-11   | 3 декабря 2018   |                                                                                                 |

## Канадские спутники
| Название                            | Запущен          | Прекратил работу | Назначение                      |
| ----------------------------------- | ---------------- | ---------------- | ------------------------------- |
| Alouette 1                          | 29 сентября 1962 | 1972             | Исследование ионосферы          |
| Alouette 2                          | 29 ноября 1965   | 1 августа 1975   | Исследование ионосферы          |
| ISIS-I                              | 30 января 1969   | 1990             | Исследование ионосферы          |
| ISIS-II                             | 1 апреля 1971    | 1990             | Исследование ионосферы          |
| Communications Technology Satellite | 17 января 1976   | Ноябрь 1979      | Экспериментальный спутник связи |
| RADARSAT-1                          | 4 ноября 1995    | В эксплуатации   | Коммерческий спутник ДЗЗ        |
| MOST                                | 30 июня 2003     | В эксплуатации   | Космический телескоп            |
| SCISAT-1                            | 12 августа 2003  | В эксплуатации   | Наблюдения атмосферы Земли      |
| RADARSAT-2                          | 14 декабря 2007  | В эксплуатации   | Коммерческий спутник ДЗЗ        |
| NEOSSat                             | 25 февраля 2013  | В эксплуатации   | Космический телескоп            |

## Прочее космическое оборудование
- Black Brant
- Канадарм
- Канадарм2
- Декстр